# Кропачёв, Георгий Борисович
Георгий Борисович Кропачёв (15 апреля 1930, Ленинград, РСФСР, СССР — 13 марта 2016) — советский и российский киноактёр, кинорежиссёр, сценарист, художник-постановщик и художник-декоратор. Заслуженный художник Российской Федерации (1997).

## Биография
Родился в Ленинграде. В 1954 году окончил архитектурный факультет Ленинградского института живописи, скульптуры и архитектуры имени И. Е. Репина (мастерская Е. Левинсона), в 1967 году — режиссёрское отделение Высших курсов сценаристов и режиссёров (ВКСР) (мастерская Л. Трауберга).
С 1955 года — художник-постановщик киностудии «Ленфильм».
Участник многочисленных коллективных художественных выставок.
Скончался 13 марта 2016 года. Прощание и похороны состоялись 17 марта на Еврейском кладбище.

## Персональные выставки
- 1984 — «Портреты». Киностудия «Ленфильм», Ленинград.
- 1997 — «Живопись, графика, кино». Академическая капелла, Санкт-Петербург.

## Фильмография

#### Роли в кино
- 1980 — Враги — главная роль
- 1990 — Канувшее время — эпизод
- 1992 — Дым (Россия / ФРГ) — эпизод

#### Режиссёр-постановщик
- 1967 — Вий (совместно с К. Ершовым)
- 1978 — След росомахи

#### Сценарист
- 1967 — Вий

#### Художник-постановщик
- 1960 — Кроткая (совместно с Беллой Маневич)
- 1961 — Барьер неизвестности (совместно с Е. Енеем)
- 1961 — Раздумья…
- 1965 — Знойный июль
- 1971 — Вандербуль бежит за горизонт
- 1971 — Пристань на том берегу
- 1974 — День приёма по личным вопросам
- 1975 — Любовь с первого взгляда
- 1976 — Всегда со мною
- 1979 — Старшина
- 1980 — Сергей Иванович уходит на пенсию
- 1980 — Тростинка на ветру
- 1981 — Грибной дождь
- 1982 — С тех пор, как мы вместе
- 1984 — Иван Павлов. Поиски истины (совместно с Татьяной Венециановой и Н. Субботиным)
- 1984 — Огни
- 1985 — Софья Ковалевская
- 1986 — Миф
- 1986 — Праздник Нептуна
- 1989 — Канувшее время
- 1989 — Это было у моря
- 1991 — Самостоятельная жизнь (СССР/Франция)
- 1992 — Дым (Россия/ФРГ)
- 1994 — Охота
- 1995 — Летние люди
- 1998 — Хрусталёв, машину! (совместно с В. Светозаровым, М. Герасимовым Премия «Ника» за лучшую работу художника
- 2004 — Легенда о Тампуке
- 2005 — Garpastum (совместно с С. Ракутовым, В. Мурзиным, Сергеем Овчинниковым)
- 2006 — Двойная фамилия
- 2013 — Трудно быть богом (съёмки завершены в 2006 году)

#### Художник-декоратор
- 1964 — Гамлет
- 1966 — Три толстяка (совместно с Г. Мекиняном, Р. Таракановой)

#### Участие в фильмах
- 2008 — Неизвестная версия (Украина) (о фильме Вий)
- 2012 — Тайны советского кино (о фильме Вий)

## Признание и награды
1. 2013 — Трудно быть богом — «Ника» за 2014 год в номинациях «Лучший игровой фильм» и «Лучшая работа художника» Сергея Коковкина, Георгия Кропачёва, Елены Жуковой[7]
2. 1998 — Хрусталёв, машину! — «Ника» за 1999 год в номинациях «Лучший игровой фильм» и «Лучшая работа художника» Владимир Светозарова, Георгия Кропачёва, Михаила Герасимова[8]; Почётная бельгийская кинопремия «Золотой век» (2000); Национальная премия кинокритики и кинопрессы России «Золотой овен» (1999) в номинации «Лучшая работа художников» Владимир Светозарова, Георгия Кропачёва, Михаил Герасимова.